# Álgebra de Lie semisimple
En matemáticas, un álgebra de Lie semi-simple si es un álgebra de Lie que es suma directa de álgebras de Lie simples (álgebras de Lie no abelianas sin ningún ideal propio no nulo).
A lo largo del artículo, a menos que se indique lo contrario, un álgebra de Lie es un álgebra de Lie de dimensión finita sobre un campo de característica 0. Para tal álgebra de Lie {\displaystyle {\mathfrak {g}}}, si no es cero, las siguientes condiciones son equivalentes:
- {\displaystyle {\mathfrak {g}}} es semisimple;
- la forma de Killing, κ(x,y) = tr(ad(x)ad(y)), es no degenerada;
- {\displaystyle {\mathfrak {g}}} no tiene ideales abelianos distintos de cero;
- {\displaystyle {\mathfrak {g}}} no tiene ideales solubles distintos de cero;
- el radical (ideal máximo soluble) de {\displaystyle {\mathfrak {g}}} es cero.

## Importancia
La importancia de la semisimplicidad proviene en primer lugar de la descomposición de Levi, que establece que cada álgebra de Lie de dimensión finita es el producto semidirecto de un ideal soluble (su radical) y un álgebra semisimple. En particular, no hay álgebra de Lie distinta de cero que sea a la vez soluble y semisimple.
Las álgebras de Lie semi-simples tienen una clasificación muy elegante, en marcado contraste con las álgebras de Lie solubles. Las álgebras de Lie semi-simples sobre un cuerpo algebraicamente cerrado de característica cero se clasifican completamente por su sistema de raíces, que a su vez se clasifican por diagrama de Dynkins. Las álgebras semi-simples sobre cuerpos no algebraicamente cerrados pueden entenderse en términos de las que se encuentran sobre la clausura algebraica, aunque la clasificación es algo más intrincada; véase forma real para el caso de álgebras de Lie semi-simples reales, que fueron clasificadas por Élie Cartan.
Además, la teoría de representaciones de álgebras de Lie semisimple es mucho más limpia que la de las álgebras de Lie generales. Por ejemplo, la descomposición de Jordan en un álgebra de Lie semi-simple coincide con la descomposición de Jordan en su representación; este no es el caso de las álgebras de Lie generales.
Si {\displaystyle {\mathfrak {g}}} es semi-simple, entonces {\displaystyle {\mathfrak {g}}=[{\mathfrak {g}},{\mathfrak {g}}]}. En particular, cada álgebra de Lie semisimple lineal es una subálgebra de {\displaystyle {\mathfrak {sl}}}, el álgebra de Lie lineal especial. El estudio de la estructura de {\displaystyle {\mathfrak {sl}}} constituye una parte importante de la teoría de la representación de álgebras de Lie semisimples.

## Historia
Las álgebras semisimples de Lie sobre los números complejos fueron clasificadas por primera vez por Wilhelm Killing (1888-90), aunque su demostración carecía del rigor necesario, por lo que sólo era una aproximaxión. Élie Cartan (1894) en su tesis doctoral reformuló la demostración de manera totalmente rigurosa y también clasificó álgebras de Lie reales semisimples. Esto fue posteriormente refinado, y la clasificación actual por los diagramas de Dynkin fue dada por eugene Dynkin, de 22 años, en 1947. Se han realizado algunas modificaciones menores (especialmente por J. P. Serre), pero la prueba no ha cambiado en sus aspectos esenciales y se puede encontrar en cualquier referencia estándar, como (Humphreys, 1972).

## Propiedades básicas
- Cada ideal, cociente y producto de álgebras de Lie semisimple es de nuevo semisimple.[1]
- El centro de un álgebra de Lie semi-simple {\displaystyle {\mathfrak {g}}} es trivial (ya que el centro es un ideal abeliano). En otras palabras, la representación adjunta {\displaystyle \operatorname {ad} } es inyectiva. Además, la imagen resulta[2] ser {\displaystyle \operatorname {Der} ({\mathfrak {g}})} de derivaciones en {\displaystyle {\mathfrak {g}}}. Por lo tanto, {\displaystyle \operatorname {ad} :{\mathfrak {g}}{\overset {\sim }{\to }}\operatorname {Der} ({\mathfrak {g}})} es un isomorfismo.[3] (Este es un caso especial de Lema de Whitehead.)
- Como la representación adjunta es inyectiva, un álgebra de Lie semisimple es un álgebra lineal de Lie bajo la representación adjunta. Esto puede llevar a cierta ambigüedad, ya que cada álgebra de Lie ya es lineal con respecto a algún otro espacio vectorial (teorema de Ado), aunque no necesariamente a través de la representación adjunta. Pero en la práctica, tal ambigüedad rara vez ocurre.
- Si {\displaystyle {\mathfrak {g}}} es un álgebra de Lie semi-simple, entonces {\displaystyle {\mathfrak {g}}=[{\mathfrak {g}},{\mathfrak {g}}]} (porque {\displaystyle {\mathfrak {g}}/[{\mathfrak {g}},{\mathfrak {g}}]} es semisimple y abeliano).[4]
- Un álgebra de Lie de dimensión finita {\displaystyle {\mathfrak {g}}} sobre un campo k de característica cero es semisimple si y solo si la extensión base {\displaystyle {\mathfrak {g}}\otimes _{k}F} es semi-simple para cada extensión de campo {\displaystyle F\supset k}.[5] Así, por ejemplo, un álgebra de Lie real de dimensión finita es semisimple si y sólo si su complejización es semi-simple.